# Carolus (mynt)
För andra betydelser, se Carolus.

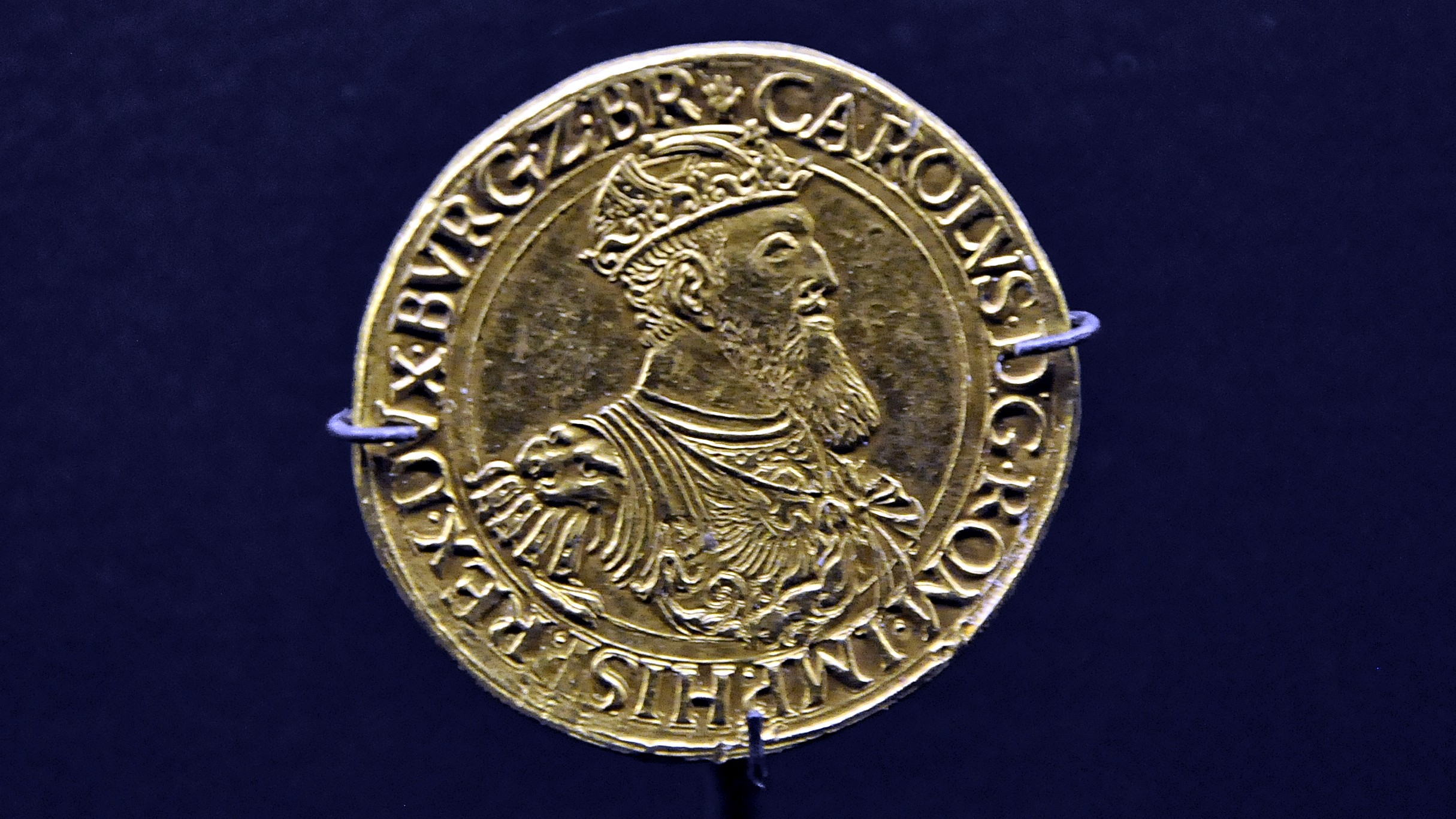
Carolusguldmynt från 1552 på Museum aan de Stroom i Antwerpen

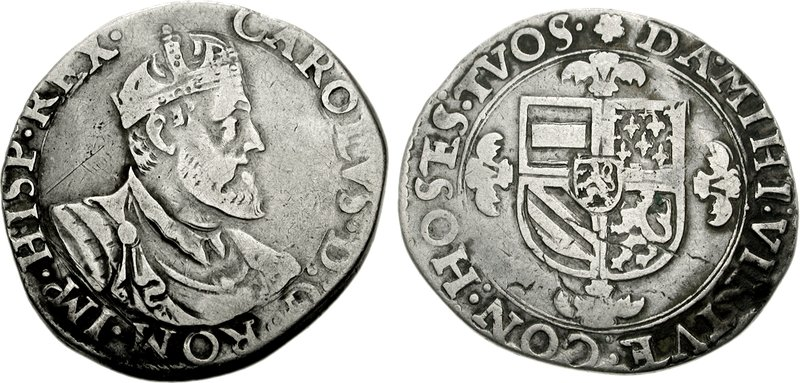
Carolusmynt präglat under Karl V

Carolus är benämningen på olika mynt, vilka präglats med namn och bild av en härskare med namnet Carolus (Karl).

## Tysk-romersk Carolus
Carolus är mynt som präglades under den tysk-romerske kejsaren Karl V.

## Engelsk Carolus
Carolus är ett guldmynt som präglades i England under Charles I:s regeringstid. Carolusmyntet var ursprungligen värt 20 shilling och senare 23. 

## Spansk Carolus

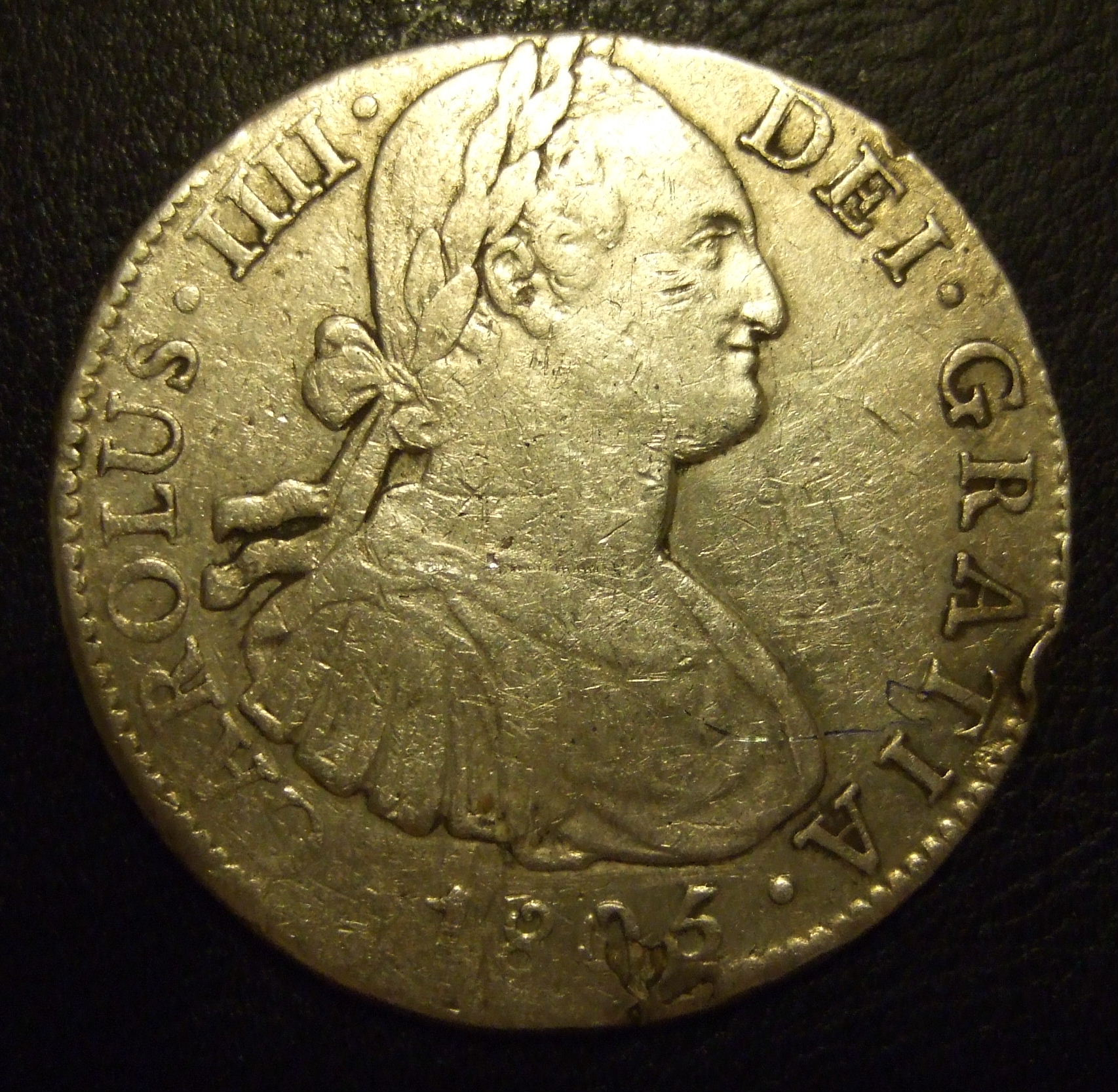
Carolus dollar från 1805

Carolusdollar var ett spanskt silvermynt och en benämning på spanska piastrar från Karl III:s och Karl IV:s tid (1759-1808). Myntet var förr mycket omtyckt i Kina, Japan, Indien samt norra och östra Afrika som handelsvaluta.